# Álvaro López García
Álvaro López García (1941 - Valencia, 16 de diciembre de 2019) fue un astrónomo español, catedrático de astronomía en la Universidad de Valencia y director del Observatorio de la Universidad de Valencia durante los años 1968-2000.
Era especialista en astrometría y dinámica de planetas menores, y había descubierto numerosos de estos cuerpos desde principios de la década de 1980, en colaboración con el astrónomo Henri Debehogne.
No debe confundirse con el astrónomo español Ángel López Jiménez. La confusión es fácil ya que ambos se designan con «A. Lopez» en la página del Centro de Planetas Menores.

## Premios y honores
El asteroide del cinturón principal (4657) Lopez, descubierto por Nikolái Chernyj en 1979, fue nombrado en su honor.

## Lista de planetas menores descubiertos
| (5755) 1992 OP7  | 20 de julio de 1992 | lista* |
| (7880) 1992 OM7  | 19 de julio de 1992 | lista* |
| (8376) 1992 OZ9  | 30 de julio de 1992 | lista* |
| (9195) 1992 OF9  | 26 de julio de 1992 | lista* |
| (10800) 1992 OM8 | 22 de julio de 1992 | lista* |
| (11297) 1992 PP6 | 5 de agosto de 1992 | lista* |

| (11538) Brunico  | 22 de julio de 1992 | lista* |
| (13556) 1992 OY7 | 21 de julio de 1992 | lista* |
| (13558) 1992 PR6 | 5 de agosto de 1992 | lista* |
| (13981) 1992 OT9 | 28 de julio de 1992 | lista* |
| (17510) 1992 PD6 | 1 de agosto de 1992 | lista* |
| (39559) 1992 OL8 | 22 de julio de 1992 | lista* |

* Descubiertos en conjunto con H. Debehogne

## Obra
- López García, Álvaro (2016). Técnicas de observación en astronomía óptica. Universitat de València. ISBN 978-84-370-9842-5.